# براونینگیا
براونینگیا (نام علمی: Browningia) نام یک سرده از زیرخانواده کاکتوس‌واریان است.